# Leyland Roadtrain
Mit dem Frontlenker-Fernverkehr-Lkw Leyland  Roadtrain begann eine neue Ära bei der British Leyland Motor Corporation. Die 1980 vorgestellte Baureihe war Basis für ein Modernisierungsprogramm im Lkw-Programm des Konzerns. Nachdem die damalige britische Conservative-Party-Regierung unter Margaret Thatcher den verstaatlichten Konzern erst in die Austin Rover Group mit Freight Rover und Leyland Truck and Bus aufspaltete, folgten später verschiedene Privatisierungen. Hierbei wurde die Austin-Rover Group an British Aerospace und die Leyland-Bussparte an Volvo veräußert. Freight Rover und Leyland Truck wurden von der nun Rover Group 1987 ins gemeinsam mit DAF (Automobile) gegründete Unternehmen Leyland DAF eingebracht. Dadurch wurde der Leyland Roadtrain ab 1990 als Leyland-DAF 70-80 in Großbritannien vermarktet und als DAF 70-80 in Kontinentaleuropa angeboten. 1994 erschien der Nachfolger DAF 85.

## Grundlage der Entwicklung
Die 1960er Jahre waren eine Zeit des raschen Wandels im Straßengüterverkehr. Der Fernverkehrstransport von Gütern mittels Lkw nahm stetig zu und spezielle für diese Bedürfnisse ausgerichtete Fernverkehrs-Lkw mit angemessenen Motoren und auf die Bedürfnisse der Fahrer ausgerichteten Fahrerhäusern wie der Volvo F88, der DAF 2600 mit umfangreichen Garantien oder die Scania 1 Serie erschienen auf dem Markt. Auch der MAN F8 und der Mercedes-Benz NG wurden speziell für diese Anforderungen entwickelt und alle eroberten auch in Großbritannien schnell Marktanteile. Die hier produzierten Lkw von AEC, Atkinson, ERF und Leyland waren zwar preiswert in der Anschaffung und zuverlässig, jedoch boten sie dem Fahrer wenig Platz und Komfort und, bis auf AEC mit Motoren von Gardner, zu wenig Motorleistung für den neuen Trend im Güterverkehr.
Leylands Antwort darauf war der Leyland Marathon. Aufgrund der Schieflage der BLMC Anfang der 1970er Jahre nur mit einem sehr kleinen Budget entwickelt, stand er anfänglich für Unzuverlässigkeit und mangelnder Rostvorsorge. Neben den eigenen unausgereiften Motoren gab es auch zuverlässige und leistungsstarke von Zulieferern, aber guten Ruf erlangte erst der deutlich verbesserte Marathon 2. Insgesamt jedoch stand nur wenig Geld für die Produktionsverbesserung und Modellentwicklung zur Verfügung und so handelte es sich beim Marathon im Grunde um einen Lkw mit 1960er-Jahre-Technologie. Leyland benötigte daher dringend einen Ersatz und der British Leyland Chairman und Chief Executive Michael Edwards erwirkte bei der damaligen britischen Labour-Regierung, welche Mehrheitsaktionär war, die Erlaubnis, massive Investitionen in die Leyland LKW & Bus Division einzubringen. Dies ermöglichte den Sprung hin zu neuer Technik, modernen Produktionsbedingungen und Produktqualität. Die langsam marode werdende Leyland LKW & Bus Division erhielt hierdurch einen enormen Schub und wurde dadurch erst für die später erfolgten Privatisierungen attraktiv. Zur gleichen Zeit startete BLMC den Geschäftsbereich Multipart. Hierdurch sollte gewährleistet sein, dass die meisten Ersatzteile innerhalb von 24 Stunden durch ein zentrales Ersatzteillager in Chorley geliefert werden konnten. Heutzutage liefert Multipart für alle Hersteller und ist Marktführer auf seinem Gebiet.

### Project T45
In Rekordzeit von etwas mehr als zwei Jahren Forschung und Entwicklung in Zusammenarbeit mit Ogle Design, BRS und vielen weiteren kleinen Unternehmen wurde der Leyland Roadtrain als erstes des sogenannten T45 Project 1980 vorgestellt.
Das T45 Project stand hierbei für das Fahrerhaus. Dieses wurde im Windkanal geformt und strengen Labortests unterzogen. Beim Innen- und Außendesign wurde auch die Meinung vieler Fahrer und Unternehmer als potenzielle Besitzer eingeholt und floss mit ein. Kein anderer Lkw damals war derart modern gestaltet oder konsequent in der Bauweise der Kabine zur Senkung des Strömungswiderstands und des Kraftstoffverbrauchs ausgelegt.
Eine kluge Strategie wurde auch in der Produktion der Kabine angewendet. Für die unterschiedlichen Transportanforderungen gab es nun die T45 Kabine, welche mit so vielen gemeinsamen Teilen wie möglich für diese Anforderungen gebaut wurde. Nur 120 gemeinsame und 40 modellspezifische Teile waren nun für den gesamten Transportbereich zwischen 10 und 38 Tonnen Gesamtgewicht erforderlich. Erhältlich war sie mit Normal- oder Hochdach- und Einzel- oder Doppelkabine mit Schlafmöglichkeit. Kein anderer Hersteller konnte dies damals bieten, heute ist es ein übliches Baumuster im Nutzfahrzeugbau.
Der Tachometer war von den übrigen Bedienungsanzeigen getrennt verbaut. Die Bedienungsanzeigen hatten aufgedruckte Leitungen, welche mit eng anliegenden Anschlüssen montiert waren. Diese waren bei allen T45 untereinander austauschbar und im Falle einer Störung in weniger als fünf Minuten de- und montiert. Die Pedalerie konnte in 20 Minuten gewechselt werden und andere typischerweise besonders strapazierte Armaturen einschließlich Türen und Handbremshebel konnten ebenfalls einfach und schnell ersetzt werden.
Leyland ersetzte nun nach dem Roadtrain sein gesamtes Programm durch den
- Leyland Constructor ab 1981, Baufahrzeug in 6x2- oder 8x2-Bauweise mit 10-30 Tonnen Gesamtgewicht. Zu Produktionsbeginn war er das stärkste Kipperfahrzeug weltweit. Mit allen möglichen Kabinenvarianten.
- Leyland Freighter ab 1982, 4x2-Verteiler-Lkw oder -Zugmaschine für Gliederzug mit 10-17 Tonnen Gesamtgewicht. Normale Einzel- oder Doppelkabine.
- Leyland Cruiser ab 1982, 4x2-Sattelzugmaschine mit 10-28 Tonnen Gesamtgewicht und Kipperfahrzeug mit 10-18 Tonnen Gesamtgewicht. Normale Einzel- oder Doppelkabine.
- Leyland Roadrunner ab 1984,  4x2-Verteiler-Lkw mit zuerst 7,5 Tonnen, später bis 10 Tonnen Gesamtgewicht und einer auf T45 basierten Einzelkabine.

## Leyland Roadtrain 1981–1990
Die Sattelzugmaschine Leyland Roadtrain wurde bei der Vorstellung 1980 begeistert aufgenommen und 1981 zum Truck of the Year gewählt.
Der Antrieb erfolgte in 6x2-Bauweise mit 10-30 Tonnen Nutzlast, Leyland TL12-Motor mit 280 PS und Split-Schaltgetrieben von Spicer. Der TL12 basierte auf dem alten Leyland-O.680-Motor. Die Einzel- oder Doppelkabine wurde auch mit Hochdach geliefert. Das Chassis war ein verbesserter Leyland-Marathon-Rahmen und optional auch mit vorgelegter Hinterachse, welche eine niedrigere Rahmenhöhe ermöglichte, verfügbar.
Optional gab es auch einen Rolls-Royce-Eagle mit 265 PS und einen Cummins Superb L10 mit 290 PS, gekoppelt mit Spicer- oder Eaton-Splitgetrieben.
Diese Motoren waren auf dem Kontinent wenig bekannt und im Gegensatz zu manchen Konkurrenten immer noch leistungsschwach. Daher wurde dem Wunsch vieler britischer Transportunternehmen, deren Weg auch auf den Kontinent führte, nach leistungsstarken und dort bekannten Motoren gegen Ende 1982 nachgekommen mit dem Cummins 14-Liter NTE. Dieser verfügte über 350 PS und wurde mit einem Eaton 12-Gang Twin-Splitter-Getriebe ausgestattet, wodurch ein kolossales Drehmoment gegeben war. Diese Kombination war auch die meist georderte Variante beim Export ins europäische Festland. Für den Heimatmarkt gab es auch den Gardner 6LXCT, welcher aber selten geordert wurde.
Im Laufe der Jahre stiegen die Leistung des Rolls-Royce Eagle auf 300 PS und des Cummins Superb L10 auf 325 PS.
Bei BLMC tauchte immer wieder das Thema der Bauqualität auf. Während der Roadtrain an und für sich als zuverlässiges Produkt galt, tauchte bei der Kabine in den Anfangsjahren jedoch Korrosion auf. Daher wurde ab 1987 verzinkter Stahl eingesetzt, wodurch die Rostprobleme gelöst wurden. Gleichzeitig reagierte man auf die Einführung der längeren und breiteren Volvo Globetrotter- und Space Kabine von DAF mit der Einführung der höheren Kabine Interstate. Eine längere und breitere Kabine wurde aber nicht mehr eingeführt, da nun die Zeit von Leyland DAF begann.

### Leyland Roadtrain 8×6

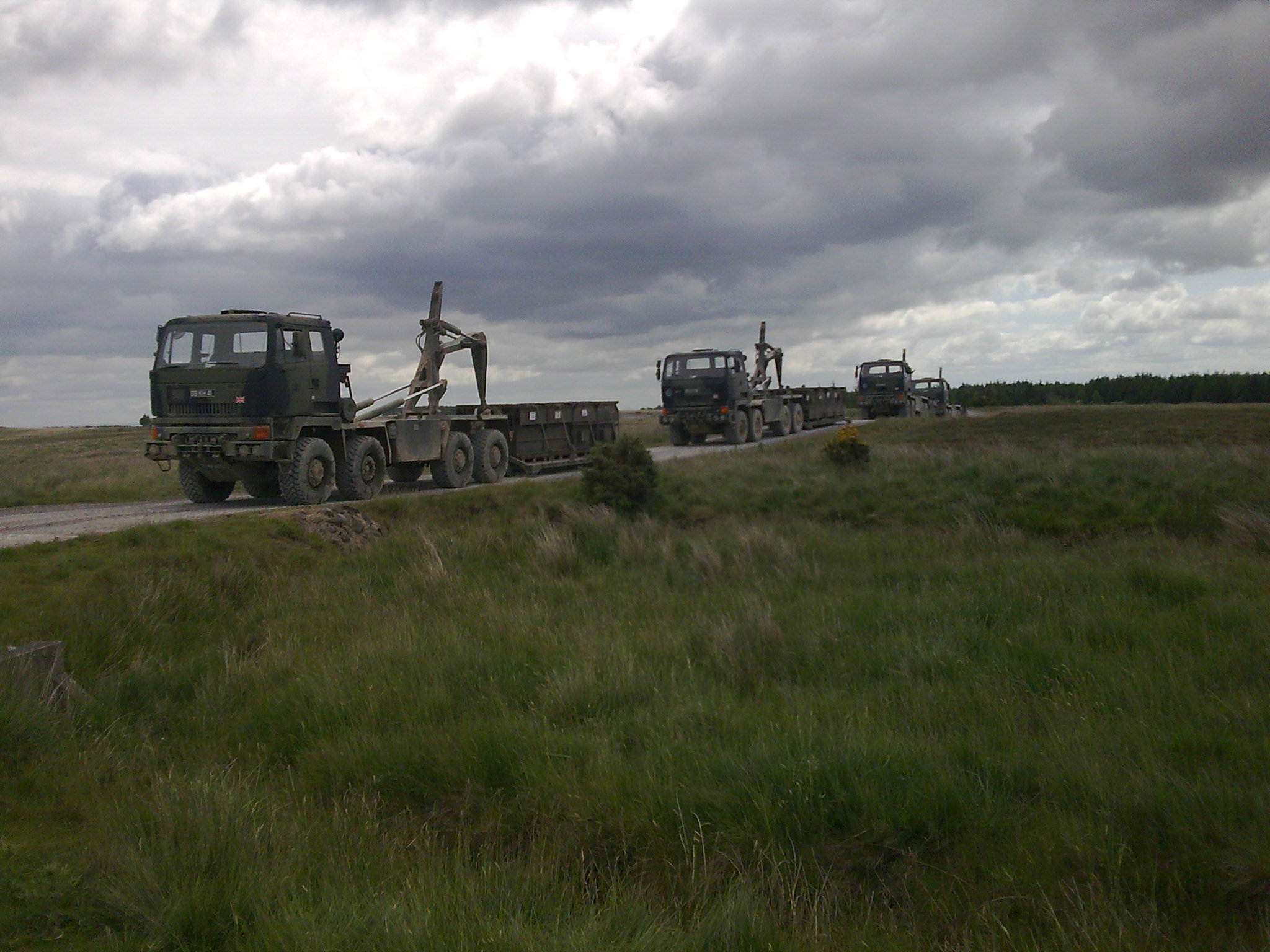
Leyland DROPS

Für die britische Armee baute Leyland auch eine 8x6-Version des Roadtrain, bekannt bei der British Army als Demountable Rack Offload and Pickup System (DROPS), welche auch im Irak-Krieg verwendet wurde und heute noch im Afghanistan-Krieg eingesetzt wird. Mittlerweile wird sie jedoch durch eine Version auf Basis eines MAN ersetzt.

### Team 45 Racing Truck
Leyland war bestrebt, maximale Aufmerksamkeit für den Roadtrain zu erwecken und engagierte sich daher in der aufstrebenden Sportart Truck Rennen mit ihrem Team 45 Renntrucks, welches auch viele Erfolge erzielte.

## Leyland-DAF 70-80/DAF 70-80 1990–1993

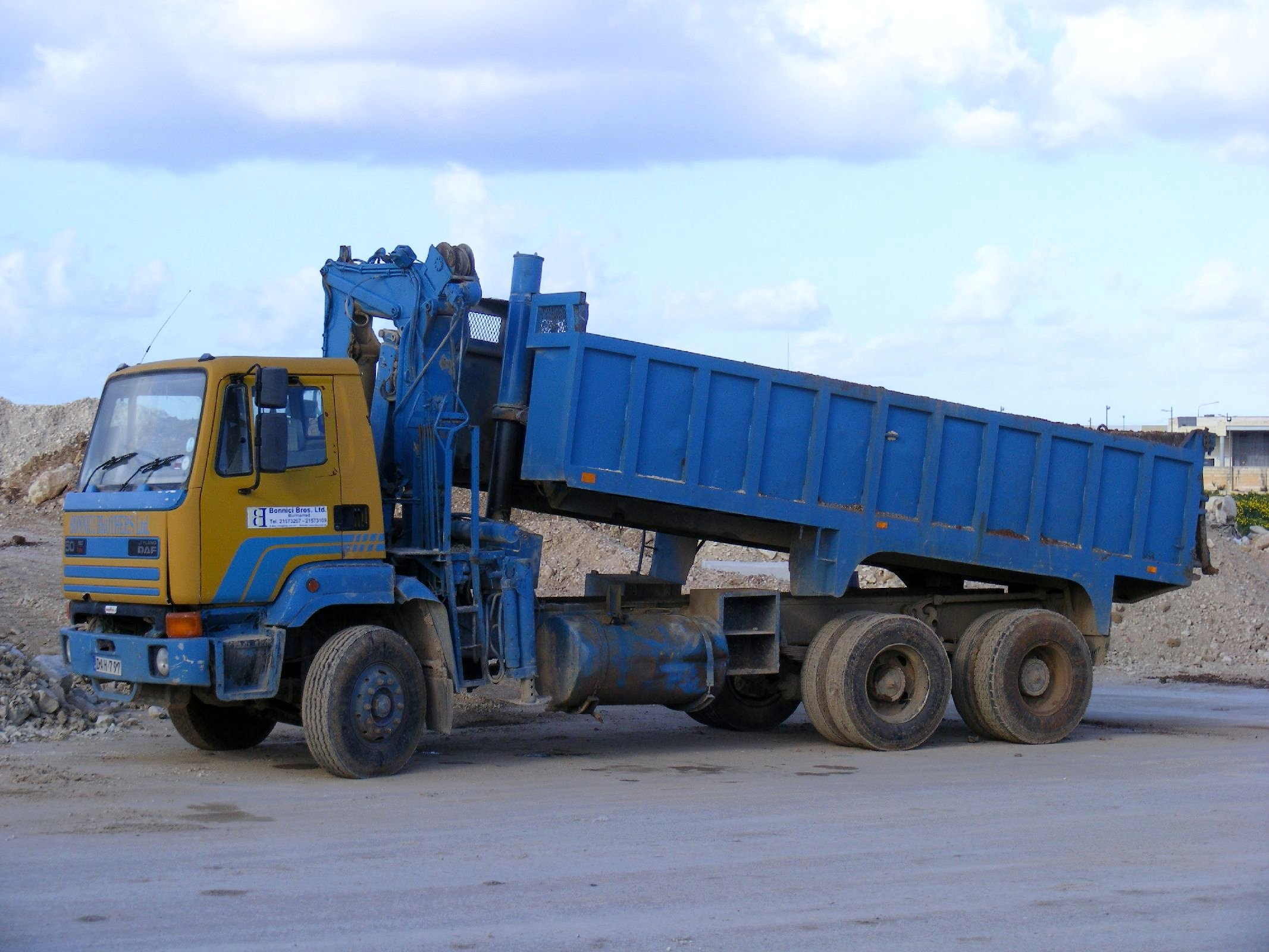
Leyland DAF/DAF 80

Ab 1990 wurde der Leyland Roadtrain durch die Fusion Leyland DAF zum Leyland-DAF 80 im Vereinigten Königreich und DAF 80 auf dem europäischen Festland. Er hatte immer noch die T45-Kabine, wurde nun aber vom DAF-ATi-11,6-Liter-Motor mit 300 PS oder 330 PS angetrieben. Ironischerweise basierte dieser auf dem alten Leyland O.680 Motor, während der Leyland TL12 zuletzt nur noch wenig verkauft worden war. Die 70-80-Serie wurde 1994 durch den neuen DAF 85 ersetzt.